# Трицератові
Трицератові (Triceratiaceae) — родина діатомових водоростей порядку Triceratiales. Включає морські роди з великою кількістю викопних видів. Більшість представників родини мають клітини унікальної трикутної форми.

## Роди
- Australodiscus V.Porguen & M.J.Sullivan, 1997
- Crawfordia P.A.Sims, J.Witkowski & E.A.César, 2021
- Denticella Ehrenberg, 1838
- Eurossia P.A.Sims, 1993
- Glyphodiscus Greville, 1862
- Grovea A.W.F.Schmidt ex Van Heurck, 1896
- Petrochiscus N.I.Hendey & P.A.Sims, 2002
- Porguenia M.J.Sullivan, 1997
- Praetriceratium P.A.Sims, 2001
- Proteucylindrus C.-W.Li & Y.-M.Chiang, 1979
- Triceratium Ehrenberg, 1839  genre type